# Демос (провайдер)

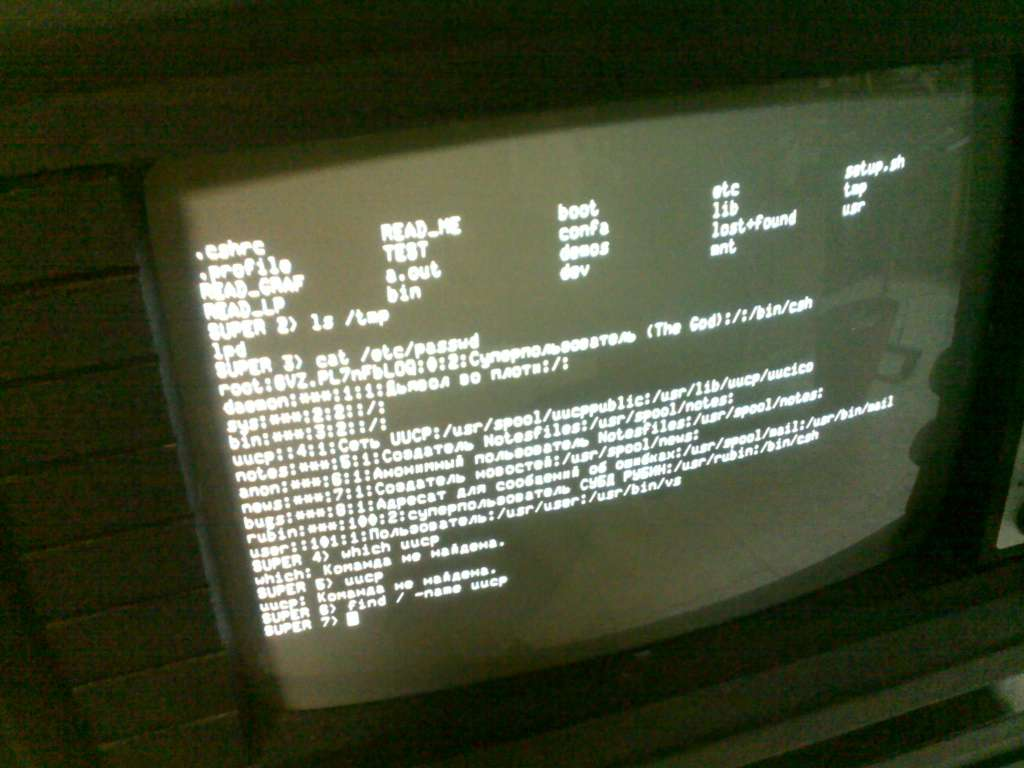
ОС ДЕМОС

«Демос» (Demos) — первый российский массовый интернет-провайдер. Назван в честь операционной системы ДЕМОС, на которой была основана его работа. Первым в СССР за деньги подключал всех желающих к Юзнету через свою сеть «Релком», что примерно соответствовало современному понятию «выйти в Интернет». Для технического обеспечения этих процессов 19 сентября 1990 года было создано доменное имя .su.

## История
Образован в 1987 году в СССР как программистский кооператив на базе Института атомной энергии имени И. В. Курчатова. В первые месяцы назывался «Интерфейс», затем был переименован в честь созданной в институте операционной системы ДЕМОС. В 1990 году «Демос» создал частную коммерческую компьютерную сеть «Релком», которую зарегистрировал в международном реестре InterNIC для присоединения к европейской сети EUnet. В связи с этим был создан домен верхнего уровня .su. Это событие принято считать одной из отправных точек развития «российского сегмента Интернета (Рунета)» — подключение носило «официальный» характер и было подкреплено международными договорённостями и документами, хотя и было «частным». При этом фактически международные звонки из СССР с помощью модемов и цифровые соединения по спутниковой связи делались ещё 1970-х годов, с 1982 года существовал посвящённый этому институт ВНИИПАС.
Программист Вадим Маслова вспоминал в 1996 году в пилотном номере бумажно-цифрового издания Zhurnal.Ru: «…Сначала [в 1990 году] всех подключали бесплатно, в духе соборности и приобщения к ценностям заграничной цивилизации. Был энтузиазм по поводу открывшихся возможностей. <…> Потом в „Демос“ стали приходить телефонные счета за международные звонки в Финляндию, и сетевое строительство в России пришлось коммерциализировать. На деньги от коммерциализации был закуплен модем Telebit T2500, который на советских линиях выдавал 2 кбит/с».
Директором предприятия был Михаил Изгияевич  Давидов (до этого — заведующий кафедрой прикладной математики и вычислительной техники ИПК Минавтопрома; в настоящее время живёт в США). Соучредитель — Бурков, Дмитрий Владимирович. Дмитрий Бурков был тем, кто занимался организацией международного сотрудничества, обеспечивая необходимую документальную базу (в 2020 году Бурков за это получил государственную награду РФ). ИПК Минавтопрома присоединился к процессу после того, как в 1982 году программист Вадим Антонов был изгнан из лаборатории ВМиК МГУ за хакерство — в поисках новой работы он устроился в Минавтопром и занялся русификацией имевшихся там частей UNIX.
Согласно книге Н. Конрадовой «Археология русского интернета»,
главными героями Юзнета в 1990 году стали сотрудники кооператива «Демос» и акционерного общества «Релком». После того, как пользователи сети привыкли к мысли о присутствии советских коллег, они засыпали их сотнями вопросов. Западных людей интересовало, как связаться с разными городами СССР, они передавали приветы своим знакомым и интересовались политической обстановкой. «Демос» отвечал на вопросы, выкачивал софт, постил анекдоты и организовывал национальную доменную зону .su. Программисты «Демоса» не подозревали, что буквально через несколько месяцев, во время попытки государственного переворота в августе 1991 года, их небольшой офис в центре Москвы станет мировым информационным центром.
В августе 1991 года сеть «Релком» использовалась для оповещения мировой общественности об «Августовском путче». Офис находился в Москве по адресу Овчинниковская набережная, д. 6, стр. 1. и был получен «Демосом» при помощи Юрия Лужкова.
В 1991—1992 годах, в связи с появлением акционерного общества «Релком», команды «Демоса» и «Релкома» разделились. При этом они продолжили совместно поддерживать общую сеть под названием «Релком» и сама торговая марка «Релком» была оформлена на кооператив «Демос».